# Burgstall Neudürrlas
Der Burgstall Neudürrlas ist eine abgegangene Turmhügelburg (Motte) bei Neudürrlas, heute eingemeindet nach Thierstein im oberfränkischen Landkreis Wunsiedel in Bayern.

## Lage und Geschichte
Südlich der Ortschaft Neudürrlas auf dem Weg nach Altdürrlas befindet sich am Straßenrand der Eingang zu einer in historischen Quellen nicht näher bezeichneten Anlage, die man dem 12. Jahrhundert zuschreibt. Der Zugang führt über einen hufeisenförmigen Graben, der das innere Plateau umschließt. Am anderen Ende ist das Areal durch einen steil abfallenden Hang geschützt. Mittlerweile abgebaute Torflager bildeten einen weiteren natürlichen Schutz. Durch Wallaufschüttungen gewann der Graben noch an Höhenunterschied. Raumgroße Vertiefungen deuten auf anschließende Gebäude im Inneren hin. Der Name der Anlage legt das Vorhandensein eines Turms nahe. Der gesamte Burgstall ist heute bewaldet.
Der ortskundige Heimatforscher Johann Theodor Benjamin Helfrecht hat die Anlage nicht näher beschrieben, sein Zeitgenosse Johann Christoph Stierlein hat sie skizziert und vermessen. Stierlein bezeichnete die Anlage als „Schloss Foerles“ und skizzierte sie im heute noch erhaltenen Umfang. Die angrenzende Straße, die zu seiner Zeit an beiden Seiten bewaldet war, bezeichnete er als Verbindungsstraße zwischen Arzberg und Selb.
Dieter Arzberger nimmt auf die urkundliche Erwähnung im 15. Jahrhundert Bezug und macht darauf aufmerksam, dass die für die Anlage geläufige Bezeichnung Schwedenschanze auf dortige Ereignisse im Dreißigjährigen Krieg hindeutet. Allerdings hat der Volksmund zahlreichen Befestigungen aus Unkenntnis einen sagenhaften Zusammenhang mit dem Dreißigjährigen Krieg beigemischt. Der heutige Zugang ist mit einem Hinweisschild auf die Schwedenschanze bezeichnet. 
Keramikfunde belegen die Nutzung der Anlage vom 12. bis zum Anfang des 14. Jahrhunderts. Im Landbuch von Wunsiedel 1499 wird der Burgstall als „Turnleins“ bezeichnet und gilt als ehemaliger Kontrollpunkt an einer wichtigen Handelsstraße für Erz- und Holzkohlentransporte. 1585 baten die Bewohner von Thiersheim Steine zum Bau des Kirchturms abbrechen zu dürfen.